# Hov (uppvaktning)
Ett hov är en furstlig persons uppvaktning och betjäning. Ursprungligen utgjorde en monarks hov hela statsmakten. Anställd personal vid ett hov kallas för en hovstat.
Vanliga hovtitlar är hovmarskalk, hovdam och kammarherre.

## Danmark
Danska hovet (danska: Det Kongelige Danske Hof) leds av en hovmarskalk (danska: hofmarskal) som även är chef för Hennes majestät drottningens hovstat.

## Storbritannien
Hovet i Storbritannien heter The Royal Household. Det brukar metonymt benämnas som "palatset" eller "Buckingham Palace" om det härrör från monarken. För andra kungligheter med egna hovstater brukar namnet på vederbörandes residens användas.

## Sverige
I Sverige tjänstgör kammarherrar och hovdamer med flera vid Kungl. Maj:ts hov som organiseras inom Kungl. Hovstaterna. Till hovstaterna hör även personal som åldfruar och lakejer.
Drottning Silvia och kronprinsessan Victoria har egna hovstater (vilket även prinsessan Lilian hade). 

### Kända svenska hovfunktionärer
- Alice Trolle-Wachtmeister, statsfru hos drottning Silvia och överhovmästarinna.
- Magdalena Rudenschöld
- Maria Aurora Uggla